# J.O. Tallqvist
Jarl Olof Henrik Tallqvist, född 17 januari 1910 i Helsingfors, död där 1 mars 1993, var en finländsk redaktör. Han var far till Tore Tallqvist.
Tallqvist, som var son till filosofie magister Gösta Tallqvist och Helmi Maria Haapanen, blev student 1927, filosofie kandidat 1934 och filosofie magister 1936. Han var redaktör i Svenska Pressen 1934–1944, i Nya Pressen 1945–1952 och redaktionssekreterare 1946–1947. Han var pressekreterare i Svenska folkpartiet 1952–1964 och kulturredaktör vid Hufvudstadsbladet 1964–1975. Han var ordförande i Finlands svenska författareförening 1956–1961 och ledde statens litteraturkommission 1977–1979.